# イヴァン・ミハイロヴィチ (トヴェリ大公)
イヴァン・ミハイロヴィチ（Иван Михайлович, 1357年 - 1425年）は、トヴェリ大公（在位：1399年 - 1425年）、父はトヴェリ大公にして一時はウラジーミル大公にもなったミハイル・アレクサンドロヴィチ、母はスーズダリ公コンスタンチン・ヴァシリエヴィチの娘エフドキア。

## トヴェリ大公になるまで
1357年にミクリンで生まれる。1371年には10000ルーブリの負債に対する担保として、父によりハン国に送られる。1372年にはモスクワ大公ドミトリーにより買い戻され、モスクワに留め置かれた。父親による借金の清算まで、府主教アレクシーのもとにおかれた。1373年には清算が終了し、父の下に帰還する。1390年には当時の「全ルーシ」府主教キプリアンに会う。1397年には父の使者として、リトアニア大公ヴィータウタスの許に派遣される。

## トヴェリ大公として
父の死後、1399年にトヴェリ大公位を相続する。ただしそれは、トヴェリ大公国全域ではなく、若干の都市は彼の兄弟たちに分領として与えられた。イヴァンが相続したのは、トヴェリ、ノーヴィー・ゴロドク、ルジェフ、ズブツォフ、ラジロフ、ヴォブルィニ、オポーカ、ヴェルチャジンであった。兄弟たちが相続した分領を一つにまとめようとしたのが、イヴァン公の生涯における一つの目標だった。

## カシン分領を巡る争い
1400年にはハン、シャディベクの承認を得て、弟であるカシン公ヴァシーリーから領土を奪うが、抗議を受けてこれを返還する。1401年には従兄弟でホルム分領公イヴァンと和解し、彼の遺言により、1402年にカシン分領を事実上領有する。1403年にはカシンの町からヴァシーリー公を追い出す。1404年には彼を捕らえ、枷に繋いだ。1405年にはヴァシーリー公と和解するがすぐに決裂する。
1406年にはモスクワ大公ヴァシーリー1世と共に、リトアニアのヴィータウタス大公の下に赴く。1407年には、ホルム公ユーリーと共にハン国で新ハン、ブラト・ハンにより裁かれるも釈放される。ハンの命令にも拘わらず、イヴァンはユーリーにカシンを譲渡せず。その後、カシン公ヴァシーリーと和解する。
その後、1408年にエディゲがモスクワを包囲した際には、援助する義務があるにも拘わらず、イヴァンはモスクワに援軍を送らなかった。同年、再度イヴァン公がカシン公の支援を受けた甥イヴァンと争ったとき、甥イヴァンはモスクワに逃亡する。その後またもやカシン公ヴァシーリーと和解。
1412年にはリトアニア大公国と同盟条約を締結し、再度ヴァシーリー公と対立する。イヴァンはハンの裁定に持ち込むことにする。1413年にはハン、ケリム・ベルクの許から帰還。再度リトアニアに接近し、1422年にはヴィータウタスに、対ドイツ騎士団で援軍を送る。モスクワとも接近するために、イヴァンは、息子をモスクワ貴族フセヴォロシスキーの娘と結婚させた。
1425年にトヴェリにおいてペストで死去。彼の死後、トヴェリ大公位は長男アレクサンドルが相続するが、彼もペストですぐに死去する。次いでアレクサンドルの長男ユーリーが大公位に就くが、彼も数日の後にペストで死去する。結局、アレクサンドルの次男ボリスがトヴェリ大公国を引き継ぐが、こうした早い世代交代がトヴェリ大公国の弱体化を招いたのかも知れない。

## 家族
1375年にリトアニア大公ケーストゥティスの娘マリヤと最初の結婚をした。アレクサンドル、イヴァン、ユーリーを遺した。
1408年にドロゴブシ公女エフドキアと再婚したが、子は授からなかった。